# Altor
Altor is een Franse stripreeks waarvan Jean Giraud de schrijver is en Marc Bati de schrijver en tekenaar.

## Verhaal
De stripreeks gaat over een elf, Altor, die agent geworden is van de Machtige Galactische Confederatie en op verschillende missies wordt gestuurd naar de verste hoeken van het sterrenstelsel.

## Personages
- Altor, elf

## Albums
1. De kracht van het kristal, 1996
2. Op het eiland van de eenhoorn,1997
3. Het geheim can Aurelys, 1997
4. De onsterfelijken van Shinkara, 1998
5. De Krachtmeesters, 1999
6. De wegen van de tijd, 2001
7. Les aventuriers du trou blanc, 2003 (alleen franstalig)
8. Bundeling 1, 2023
9. Bundeling 2, 2023
10. Bundeling 3, 2024